# Democracia Nacional Checoslovaca
Democracia Nacional Checoslovaca (en checo: Československá národní demokracie), también llamado Partido Nacional Demócrata Checoslovaco (en checo: Československá strana národně demokratická) fue un partido político de derecha de ideología conservadora y nacionalista durante la Primera República checoslovaca.

## Historia
El partido fue establecido en 1918 por una fusión del Partido de los Jóvenes Checos y varios partidos más pequeños, como los Progresistas por los Derechos del Estado, el Partido Progresista Moravo y el Partido Popular Moravo-Silesiano. Inicialmente fue conocido como el Partido Democrático Constitucional Checo. Formó el primer gobierno provisional dirigido por Karel Kramář, y al año siguiente pasó a llamarse Democracia Nacional.
En 1935, el partido se fusionó con la Liga Nacional y el Frente Nacional para formar la Unificación Nacional.

## Resultados electorales
| Año de elecciones | # del total de votos | % del total de votos | # del total de asientos | +/– | Líder        |
| ----------------- | -------------------- | -------------------- | ----------------------- | --- | ------------ |
| 1920              | 387.552 (#6)         | 6,25                 | 19/281                  | –   | Karel Kramář |
| 1925              | 284.628 (#12)        | 4,1                  | 13/300                  | 6   | Karel Kramář |
| 1929              | 359.547 (#9)         | 4,9                  | 15/300                  | 2   | Karel Kramář |
| 1935              | 458.351 (#8)         | 5,6                  | 17/300                  | 2   | Karel Kramář |

| Senado            |                      |                      |                         |     |              |
| Año de elecciones | # del total de votos | % del total de votos | # del total de asientos | +/– | Líder        |
| 1920              | 354.561 (#6)         | 6,78                 | 10/142                  | –   | Karel Kramář |
| 1925              | 256.360 (#11)        | 4,2                  | 7/150                   | 3   | Karel Kramář |
| 1929              | 325.023 (#9)         | 5,0                  | 8/150                   | 1   | Karel Kramář |
| 1935              | 410.095 (#8)         | 5,6                  | 9/150                   | 1   | Karel Kramář |